# Beredskabscenter
Et beredskabscenter er et af beredskabsstyrelsens seks nuværende operative centre.
- Beredskabsstyrelsen Nordjylland, Thisted
- Beredskabsstyrelsen Midtjylland, Herning
- Beredskabsstyrelsen Sydjylland, Haderslev
- Beredskabsstyrelsen Sjælland, Næstved
- Beredskabsstyrelsen Bornholm, Allinge
- Beredskabsstyrelsen Hovedstaden (Frivilligcenter), Hedehusene

## Bemanding
Alle centre på nær Beredskabsstyrelsen Hovedstaden har et akut beredskab klar til at afgå inden for 5 min. med materiel til brand-, rednings- og CBRN-indsatser. Hertil kommer avanceret containermateriel som kan afgå inden for 15 min.
Hele døgnet er der på hvert af de fem værnepligtscentre 12 værnepligtige menige samt 3 fastansatte befalingsmænd på vagt. Yderligere forstærkning kan tilkaldes ved hjælp af de andre 75-100 værnepligtige som til daglig gør tjeneste ved hvert værnepligtscenter. 
Beredskabsstyrelsen Hovedstaden har en frivillig eller ansat menig og en ansat befalingsmand som kan levere lys, luft- og vandforsyning på 5 minutter indenfor normal arbejdstid og op til 15 minutter udenfor normal arbejdstid. Centeret er derudover bemandet af ca. 300 ulønnede frivillige, med en afgangstid for første brand-, rednings-, logistik- eller CBRN-køretøj på 30 minutter.

## Beredskab
Hvert center dækker sit område i niveau 2 og niveau 3 med en maksimal udrykningstid på henholdsvis 1 og 2 timer.

## Historie
Det første operative center startede i Herning under 2. verdenskrig den 1 september 1941 og kort tid derefter på Bornholm. Centrene blev kaldt Civilt Beskyttelses Udrykningskorps (CBU). og var oprettet af Indenrigsministeriet. I 1949 blev den første civilforsvarslov vedtaget og CBU-kolonnerne fik deres stadig mest brugte og velkendte trivialnavn civilforsvarskorpset eller kort CF-korpset. Flere centre blev oprettet, Dragsbæklejren i Thisted blev omdannet til CF-kaserne. Der ligger på dette tidspunkt CF-kaserner i Thisted, Herning, Haderslev, Middelfart, Roskilde, Næstved, Hillerød og Allinge.
Roskilde lukkede i 1962 og i midttresserne blev der bygget nye kaserner i Herning, Hillerød, Haderslev og Næstved, som den dag i dag stadig er hjemsted for de operative centre. Hillerød dog kun indtil kasernen blev lukket i 2002 og ansvaret flyttet til Næstved. Kasernen I Middelfart blev lukket i 1993 og bygningerne blev brugt til asylcenter.
Civilforsvaret som navn blev fjernet i 1993 hvor alle centre blev til beredskabscentre med det lidt lange navn beredskabsstyrelsen foran. Tilsyneladende dog lettere at stave end "kaserne".